# 経木
経木（きょうぎ）とは、薄い木の板である。材質は主にスギ、ヒノキ等の針葉樹が用いられる。通常は板目で削られている。経木はその厚さによって、「厚づき（0.5 mm〜1.0 mm）」、「薄づき（0.1 mm〜0.3 mm）」、「会敷（0.1 mm〜0.05 mm）」に分類できる。包装材としては「へぎ」と読む場合がある。

## 使用目的
経木は、仏教と共に日本へ伝来したものであり、当初は経典を写す目的で用いられた。紙が高価な時代には記録媒体として用いられた。仏教行事においては、経木を五輪の塔の形に模し、塔婆の一種である経木塔婆、水塔婆として用いる。また、経木に硫黄を塗ったものを付木と呼び、火種を運ぶのに使用された。
日本では大和時代から使われてきた包装材であり、1955年以前には包装材料として一般的に使用され、マッチ箱の材料としても利用された。また、経木の軽くて柔らかい性質から、煮崩れをしやすい軟らかい食材で煮物料理を作る際の落とし蓋として使われることも多かった。
包装材としてはポリエチレンやスチロールが広まったために1985年の時点ではそれらに取って代わられたが、それ以降も駅弁の折箱として、鹿児島本線折尾駅にある東筑軒の「かしわめし」、山陽本線宮島口駅にある「うえの」の「あなごめし」、東海道新幹線新横浜駅などで販売される横浜工場産の崎陽軒シウマイ弁当などに使用されている。
2020年には、殺菌・抗菌効果や使用後の堆肥化、バイオマス利用など、環境に優しい製品として再評価の動きがあることが報じられた。
島根県浜田市では、2020年まで薄く加工した経木を用いた「経木帽子」が生産されていた。